# Victor von Lepel (Politiker)
Victor Karl Ernst Ludwig von Lepel (* 2. März 1794 in Offenbach; † 7. Juli 1860 in Darmstadt) war ein hessischer Diplomat und Politiker.

## Herkunft
Victor von Lepel war der Sohn des 1802 verstorbenen Hofmarschalls des Fürsten Carl von Isenburg-Birstein Joachim Otto Friedrich von Lepel (1740–1802) und seiner aus Schottland stammenden zweiten Ehefrau Mary Mills (1764–1837). Die Familie von Lepel stammte aus Mecklenburg und Pommern und besaß Güter in Grambow (bei Schwerin), in Rambow bei Wismar, auf dem Gnitz (Usedom-Vorpommern) und dem vorpommerschen Festland.
Er hatte sechs Geschwister, darunter Karl, er wurde Bankbesitzer und Eugen August Hellmuth, er fiel 1812 in Russland für Napoleon. Sein jüngster Bruder Ernst (* 18. Oktober 1796; † 2. Januar 1859) wurde Forstmeister des Fürsten Carl von Isenburg-Birstein.

## Ausbildung und Karriere
Er studierte die Kameralwissenschaften von 1809 bis 1812 in Heidelberg und 1812 bis 1813 an der Universität Göttingen. In Göttingen wurde er Mitglied des Corps Hannovera. Am 13. Mai 1825 wurde er in den hessischen Freiherrenstand erhoben und Hofgerichtsrat in Darmstadt. 1848 folgte die Ernennung zum Kammerherrn des Großherzogs Ludwig III. und zum Geheimrat. Er vertrat das Großherzogtum Hessen-Darmstadt in den Jahren 1849/50 als Gesandter in Berlin und wurde anschließend Mitglied des hessischen Staatsrates. Von 1852 bis 1858 vertrat er Hessen als Bundestagsbevollmächtigter in Frankfurt am Main. 1860 wurde er Präsident der Oberpostdirektion und des Oberkonsistoriums der Evangelischen Landeskirche Hessen in Darmstadt, hatte beide Ämter aber nur einige Wochen inne, als er plötzlich verstarb.

## Familie
Er heiratete am 19. August 1821 Wilhelmine Emmerich (* 26. Juni 1800; † 8. November 1870) und hatte mit ihr 4 Kinder:
- Maria Elisabeth (* 1. Juni 1822; † 1. April 1908) ⚭ 1861 Karl Friedrich Kuno von Wiederhold (* 31. August 1809; † 14. Dezember 1885) Staatsminister, Generalleutnant a. D.
- Karl Ernst Johann (* 23. Februar 1824; † 9. März 1880) Oberlandesgerichtsrat ⚭ 1852 Charlotte Heinzerling (* 10. Januar 1827; † 26. Juli 1882)
- Adelheid Agnes (* 17. Mai 1826; † jung)
- Friedrich Wilhelm (* 29. Januar 1833; † 8. November 1895), preußischer Oberst ⚭ 7. Juni 1860 Elisabeth Amalia von Kopp (* 19. März 1839; † 11. Oktober 1896), Tochter des Karl Wilhelm von Kopp

### Werke
- Der Großherzoglich Hessische Staatsrath, seine Organisation, Competenz, Procedur und Rechtsprechung [Supplement zu Eigenbrodt's, Verhältnis der Gerichte zur Verwaltung]. Jonghaus, Darmstadt 1856.

### Sekundärliteratur
- Heinrich Curschmann: Blaubuch des Corps Hannovera (1809-1899), Göttingen 2002, S. 58, Nr. 132
- Andreas Hansert und Oskar Matthias Frhr. v. Lepel unter Mitarbeit von Klaus Bernhard Frhr. v. Lepel und Herbert Stoyan: Historisch-Genealogisches Handbuch der Familie v. Lepel (Lepell). Auf der Grundlage familiengeschichtlicher Quellen erarbeitet = Deutsches Familienarchiv, Band 151. Degener & Co., Insingen 2008. ISBN 978-3-7686-5201-8
- Gerhard Hay: Lepel, von (pommersche Adelsfamilie). In: Neue Deutsche Biographie (NDB). Band 14, Duncker & Humblot, Berlin 1985, ISBN 3-428-00195-8, S. 301 (Digitalisat).
- Otto Horre: Die Präsidenten des Oberkonsistoriums (Landeskirchenamtes) in Darmstadt. Ein Rückblick anläßlich dessen 100jährigen Bestehens 1832–1932. C. F. Winter, Darmstadt 1932, S. 19–21.
- Jahrbuch des Deutschen Adels, Band 2, 1898, S.406